# E60号線
欧州自動車道路 E60号線（おうしゅうじどうしゃどうろ E60ごうせん）は、ヨーロッパからアジアにかけて東西に走っている道路。欧州自動車道路の一つ。フランスの大西洋岸のブレストから、中華人民共和国との国境にあるキルギスのイルケシタム（Irkeshtam）までを結んでいる。
E-60号線は以下を通過している。
- フランス

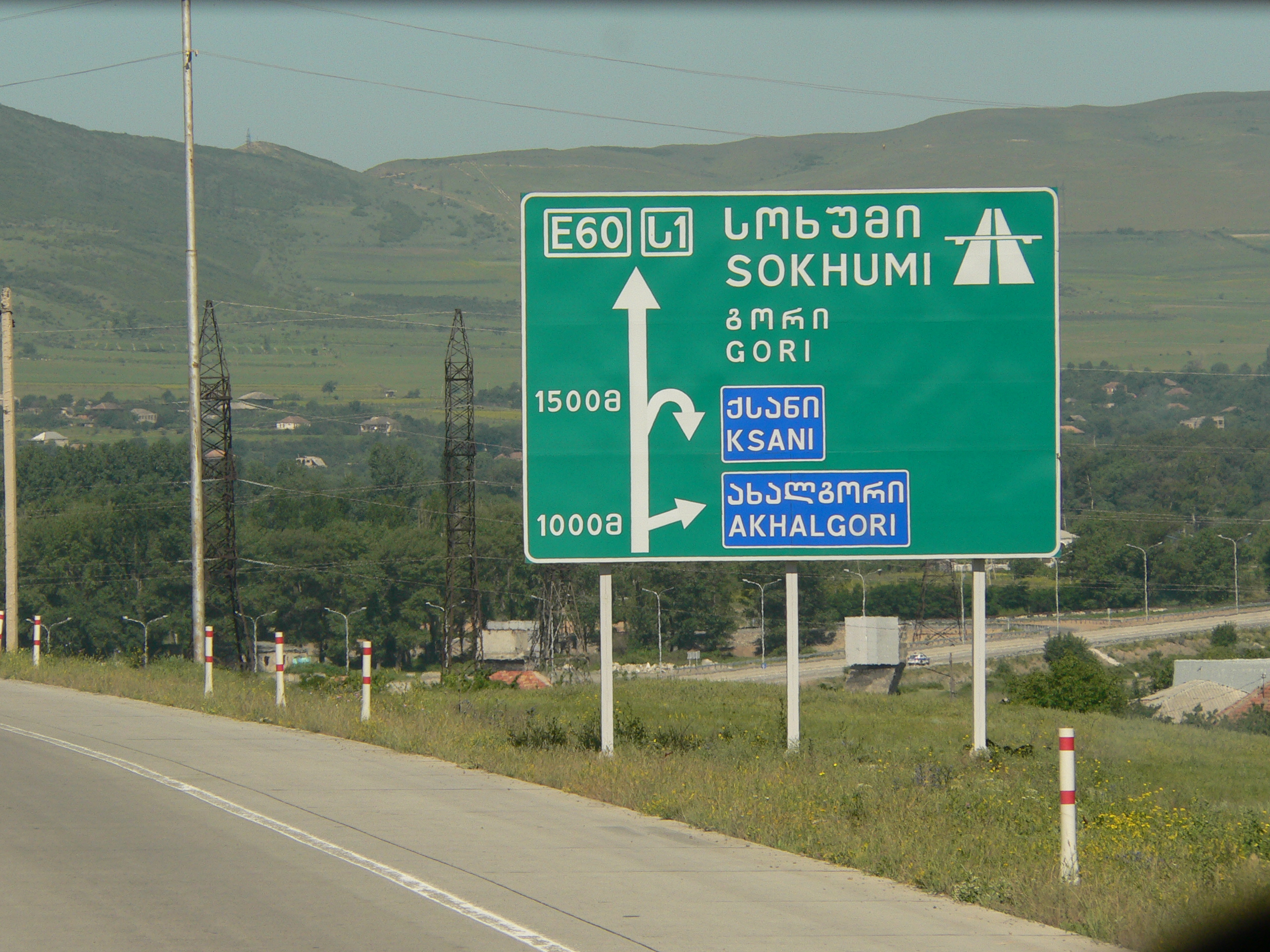
ジョージアのE-60

経路

  - ブレスト、ロリアン、ヴァンヌ、ナント、アンジェ、トゥール、オルレアン、モンタルジ、オセール、ボーヌ、ドル（Dole）、ブザンソン、ベルフォール、ミュルーズ
- スイス
  - バーゼル、チューリッヒ、ヴィンタートゥール、ザンクト・ガレン、ザンクト・マルグレッテン（St. Margrethen）
- オーストリア
  - ブレゲンツ、ラウテラッハ（Lauterach）、フェルトキルヒ（Feldkirch）、ランデック（Landeck）、テルスフ（Telfs）、インスブルック
- ドイツ
  - ローゼンハイム、バット・ライヒェンハル/ピディング（Bad Reichenhall/Piding）、
- オーストリア
  - ザルツブルク、ザットレット（Sattledt）、リンツ、ザンクト・ペルテン、ウィーン、ニッケルスドルフ（Nickelsdorf）
- ハンガリー
  - モションマジャローヴァール、ブダペスト、ピュシュペクラダーニ（Püspökladány）
- ルーマニア
  - オラデア、クルージュ＝ナポカ、トゥルダ、トゥルグ・ムレシュ、シギショアラ、ブラショヴ、プロイェシュティ、ブカレスト、ウルジチェニ、スロボジア、コンスタンツァ、アジジャ（Agigea）
- ジョージア
  - ポティ、サムトレディア（Samtredia）、ハシュリ（Khashuri）、トビリシ
- アゼルバイジャン
  - ギャンジャ、イェヴラフ（Yevlakh）、バクー
- トルクメニスタン
  - テュルクメンバシュ、セルダル（Serdar、Gyzylarbat）、アシガバート、テジャン（Tejen）、マル、テュルクメナバート（Chardzhou）
- ウズベキスタン
  - カラクル（Qorako‘l）、ブハラ、カルシ、グザル（G‘uzor）、シェラバード（Sherobod）、テルメズ
- タジキスタン
  - ドゥシャンベ、イルガトル（Jirgatol）
- キルギス
  - サル＝タシュ（Sary-Tash）、イルケシタム（Irkeshtam）